# Copa Catalunya de futbol masculina 1914
La Copa Catalunya de futbol de 1914 fou una competició catalana de futbol organitzada per la Federació Catalana de Futbol a final de la temporada 1913-14.

## Primera Fase
Fou una competició per a clubs de Primera Categoria per a jugadors amateurs i nacionals, sense estrangers. Es va disputar en una primera fase amb dos grups de cinc equips cadascun i un partit final entre els dos campions.
| Pos. | Equip            | PTS |
| ---- | ---------------- | --- |
| 1    | FC Barcelona     | 7   |
| 2    | FC Espanya       | 6   |
| 3    | FC Internacional | 4   |
| 4    | RCD Espanyol     | 3   |
| 5    | Universitary SC  | 0   |

| Data              | Camp               | Local - Visitant             | Resultat |  |
| ----------------- | ------------------ | ---------------------------- | -------- |  |
| 11 juny de 1914   | camp del Barcelona | Universitari - Espanyol      | 0-5      |  |
| 11 juny de 1914   | camp del Terrassa  | Espanya - Internacional      | 3-0      |  |
| 14 juny de 1914   | camp de l'Espanyol | Barcelona - Espanya          | 3-1      |  |
| 5 juliol de 1914  | camp de l'Atlètic  | Internacional - Universitari | 2-1      |  |
| 5 juliol de 1914  | camp de l'Espanya  | Espanyol - Barcelona         | 2-2      |  |
| 12 juliol de 1914 | camp del Barcelona | Espanyol - Espanya           | 1-2      |  |
| 12 juliol de 1914 | camp del Sabadell  | Universitari - Barcelona     | 1-5      |  |
| 19 juliol de 1914 | camp de l'Espanya  | Espanya - Universitari       | 3-1      |  |
| 19 juliol de 1914 | -                  | Internacional - Espanyol     | (c/p)    |  |
| 2 agost de 1914   | camp de l'Espanya  | Barcelona - Internacional    | 3-2      |  |
|                   |                    |                              |          |  |

| Pos. | Equip              | PTS |
| ---- | ------------------ | --- |
| 1    | L'Avenç de l'Sport | 8   |
| 2    | FC T.B.H.          | 4   |
| 3    | FC Badalona        | 2   |
| 4    | Català FC          | 2   |
| 5    | FC Numància        | 0   |

| Data              | Camp                   | Local - Visitant    | Resultat |  |
| ----------------- | ---------------------- | ------------------- | -------- |  |
| 17 maig de 1914   | camp de l'Avenç        | Numància - Català   | 0-5      |  |
| 17 maig de 1914   | camp del Sabadell      | TBH - Avenç         | 1-3      |  |
| 7 juny de 1914    | camp del Badalona      | Avenç - Català      | 6-1      |  |
| 7 juny de 1914    | camp de l'Avenç        | TBH - Numància      | 5-1      |  |
| 14 juny de 1914   | camp de l'Universitari | Avenç - Numància    | 3-0      |  |
| 14 juny de 1914   | ?                      | TBH - Català        | 3-1      |  |
| 21 juny de 1914   | Camp de l'Espanyol     | Badalona - Numància | 6-0      |  |
| 28 juny de 1914   | camp de l'Espanyol     | Badalona - TBH      | (s/d)    |  |
| 12 juliol de 1914 | camp del Polo          | Català - Badalona   | (s/d)    |  |
| 19 juliol de 1914 | camp de l'Espanyol     | Avenç - Badalona    | 3-1      |  |
|                   |                        |                     |          |  |

## Final
| FC Barcelona                        | 4 - 0  | L'Avenç de l'Sport |
| ----------------------------------- | ------ | ------------------ |
| Massana · Morales · Mallorquí · Bau | [ 15 ] |                    |

 Camp del carrer Muntaner, Barcelona